# Омлет з устриць

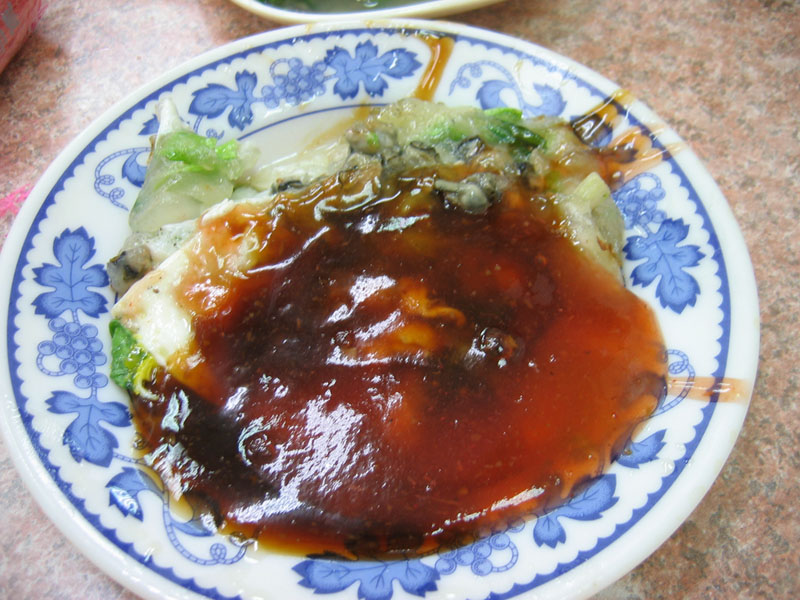
Устричний омлет по-тайванськи

Омлет з устрицями, відомий як оа-цянь (кит. трад.: 蚵仔煎; певедзі: ô-á-chian), о-чіан (кит. трад.: 蚵煎; певедзі: ô-chian) або о луах (спрощ.: 蚝烙; кит. трад.: 蠔烙) — це страва банламського походження (як Хоккієн, так і Теочу), яка відома своїм пікантним смаком у рідному регіоні Міннань і Чаошань, а також на Тайвані та в багатьох частинах Південно-Східної Азії, таких як Філіппіни, Таїланд, Малайзія та Сінгапур через вплив банламської діаспори. Варіанти страви існують у деяких південних регіонах Китаю.

## Опис
Омлет з устрицями це тайванський «фаворит нічних ринків» , і багато іноземців постійно вважали його найкращою стравою з Тайваню, через великі порції та доступні ціни. На Філіппінах англомовні меню часто називають страву «устричний пиріг».

## Інгредієнти
Страва складається з омлету з начинкою, що складається переважно з маленьких устриць. Крохмаль (зазвичай крохмаль солодкої картоплі) додається до яєчного тіста, що надає густішу консистенцію.  Для смаження отриманого омлету часто використовують свиняче сало. Залежно від регіональних особливостей, пікантний соус можна полити зверху омлету для додання смаку.
Гострий соус чи соус чилі, змішаний із соком лайма, часто додають для інтенсивного смаку. Іноді замість устриць можна додати креветки; в цьому випадку він називається омлет з креветками (蝦仁煎). 

## Таїланд
У Таїланді відомий як Хой Тод (тай. หอยทอด), його адаптували з мідіями (Hoi Mleang Phu Thod, тай. หอยแมลงภู่ทอด), хоча оригінальна версія устриці (Hoi Nang Rom Thod, тай. หอยนางรมทอด) також поширений, але за вищу ціну. У 2017 році Всесвітній конгрес вуличної їжі оголосив, що омлет з устрицями входить до трійки найпомітніших вуличних страв Таїланду. 

## Галерея

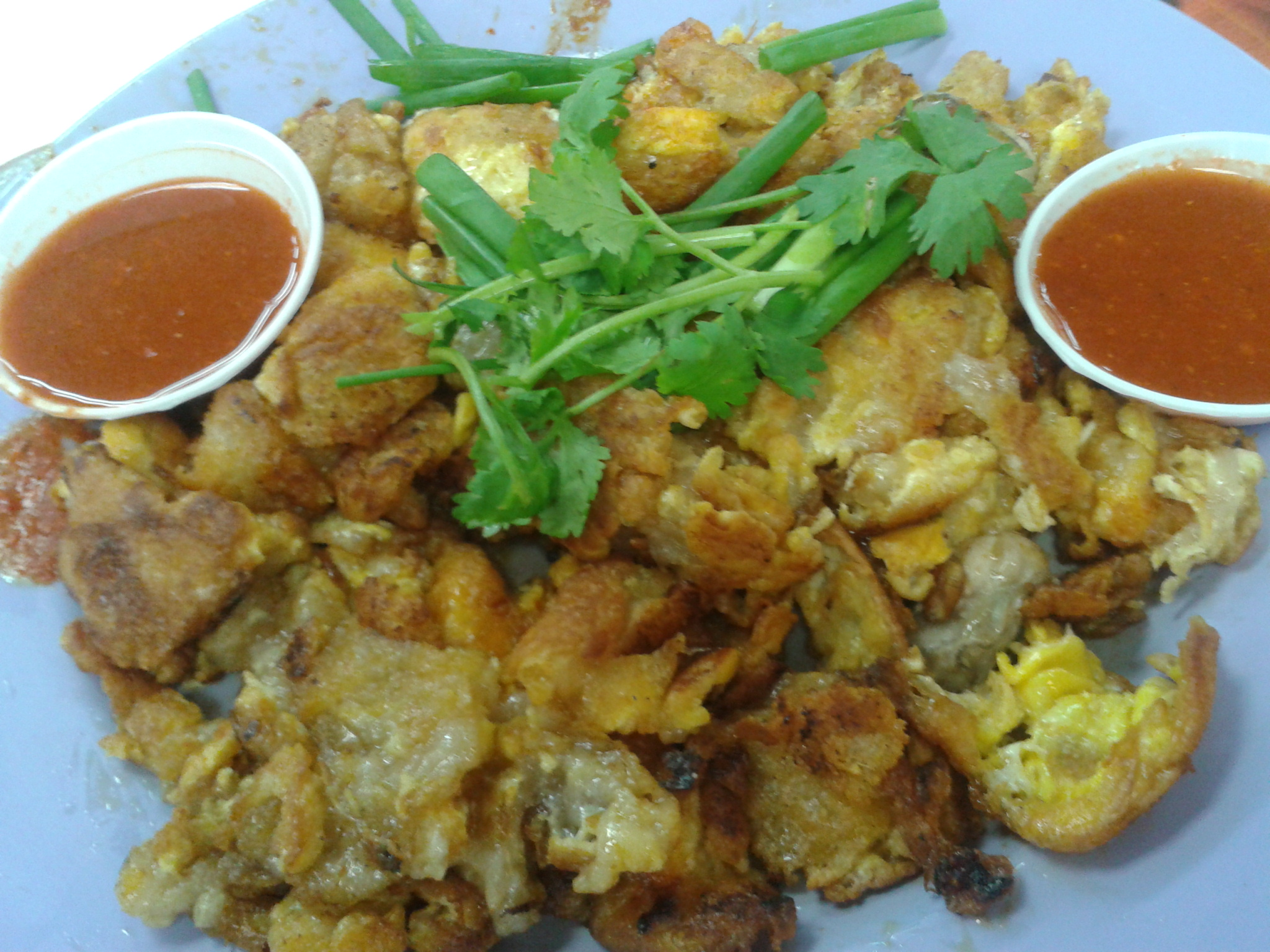
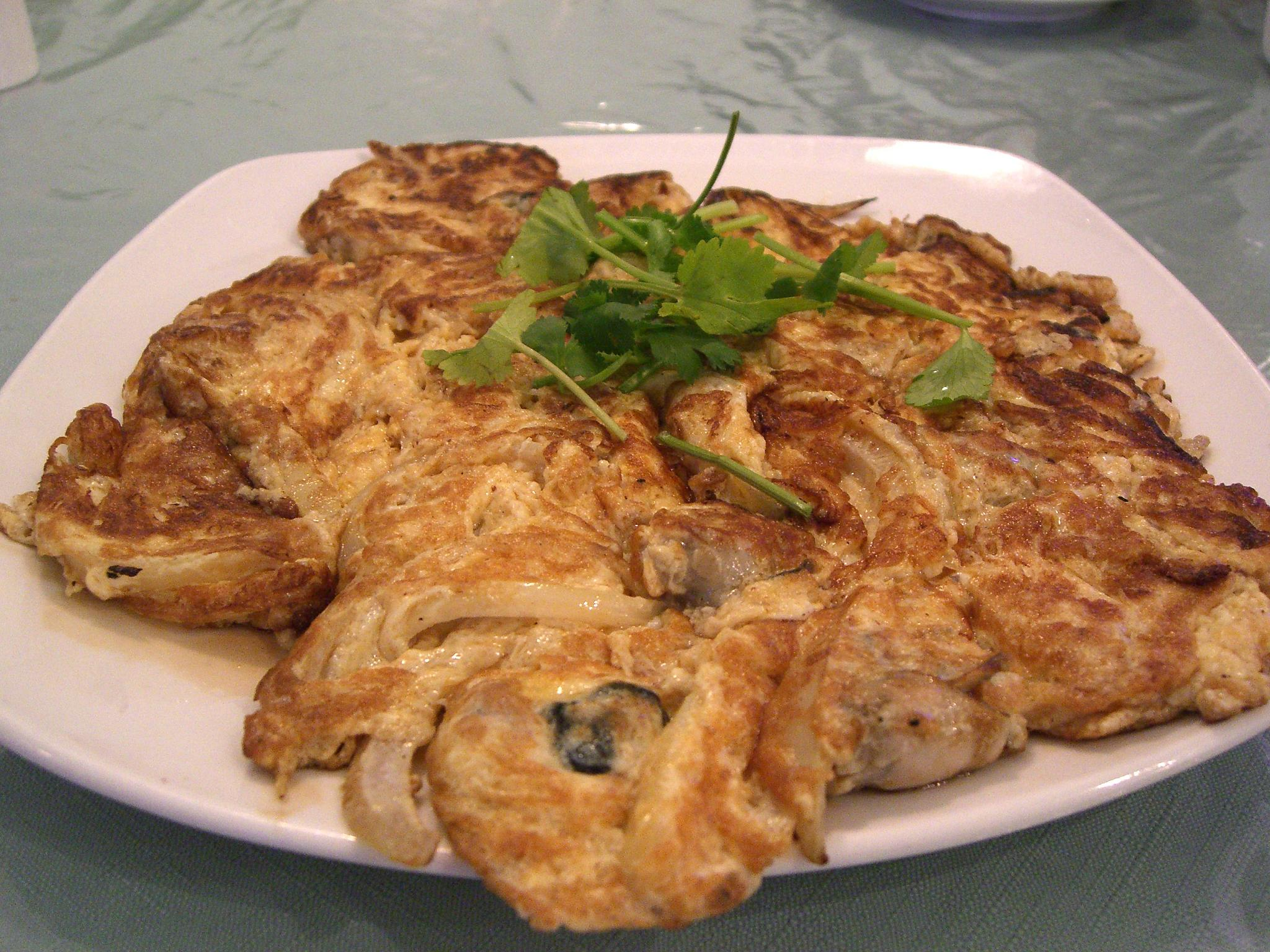
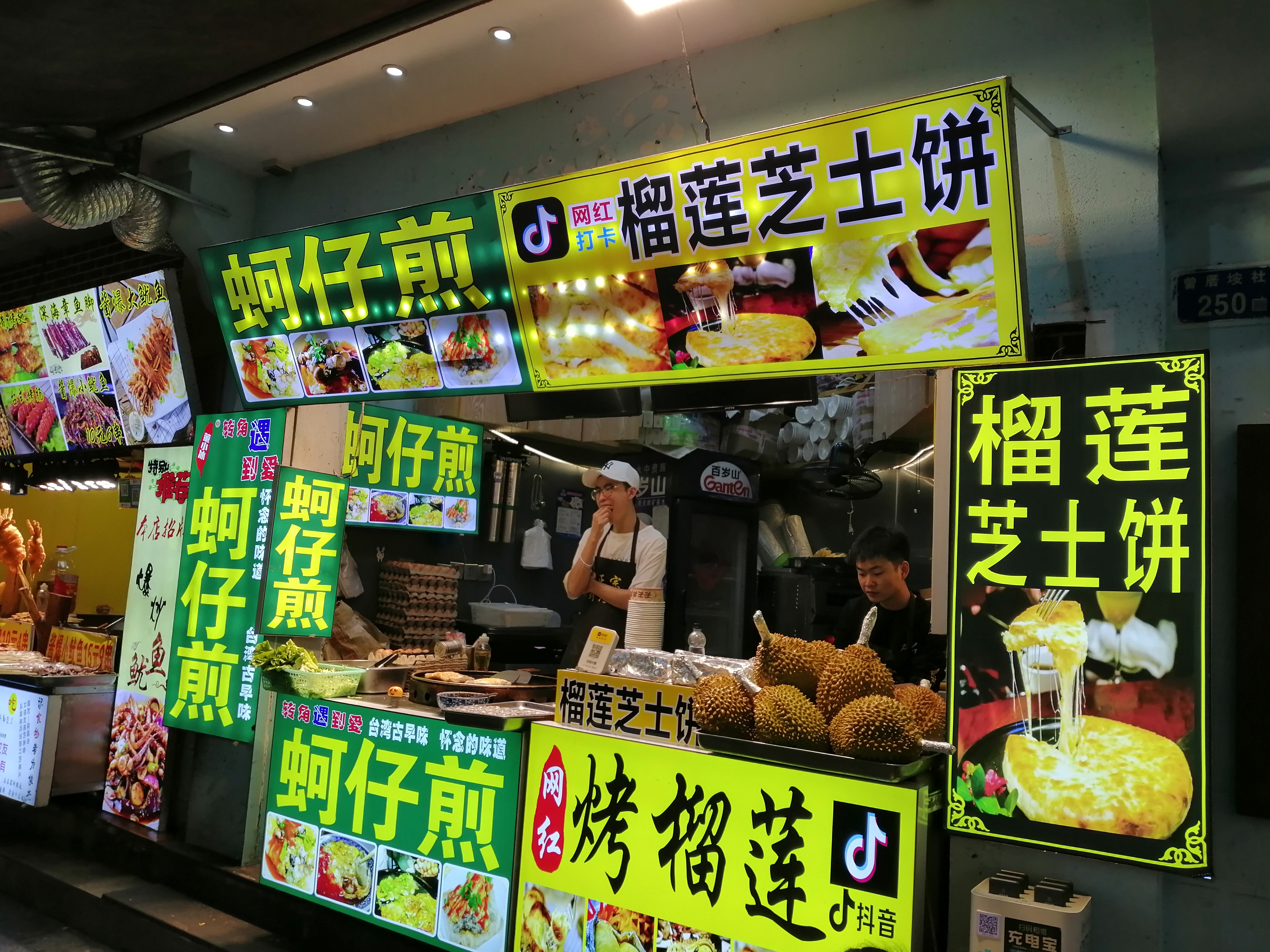
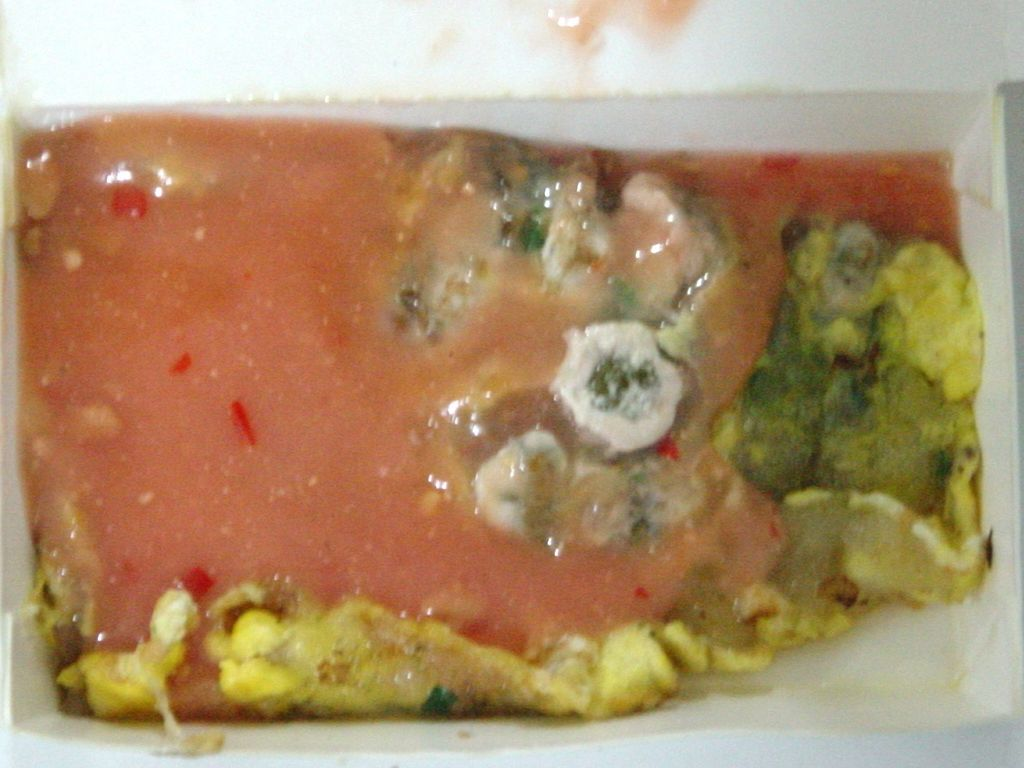
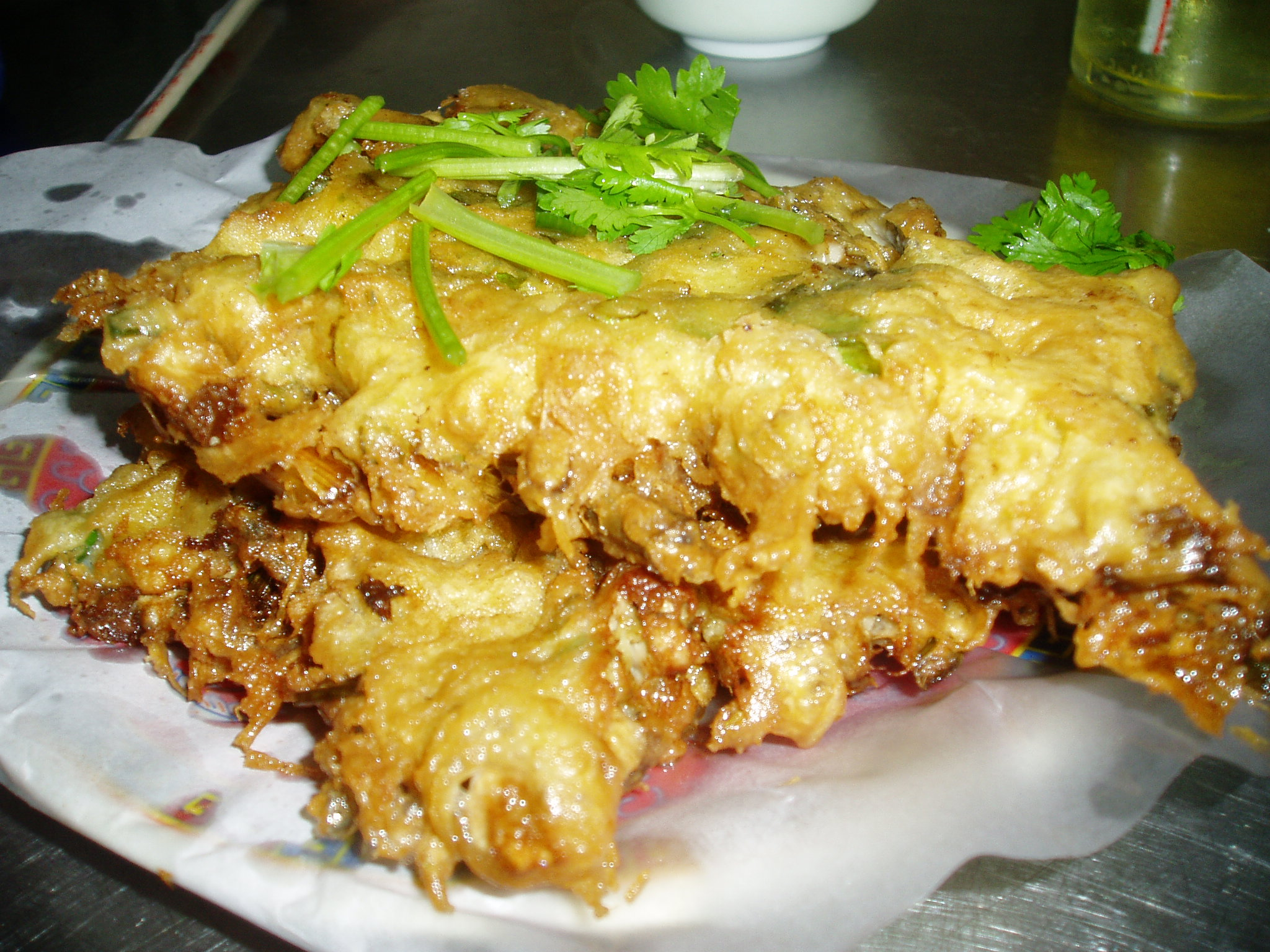
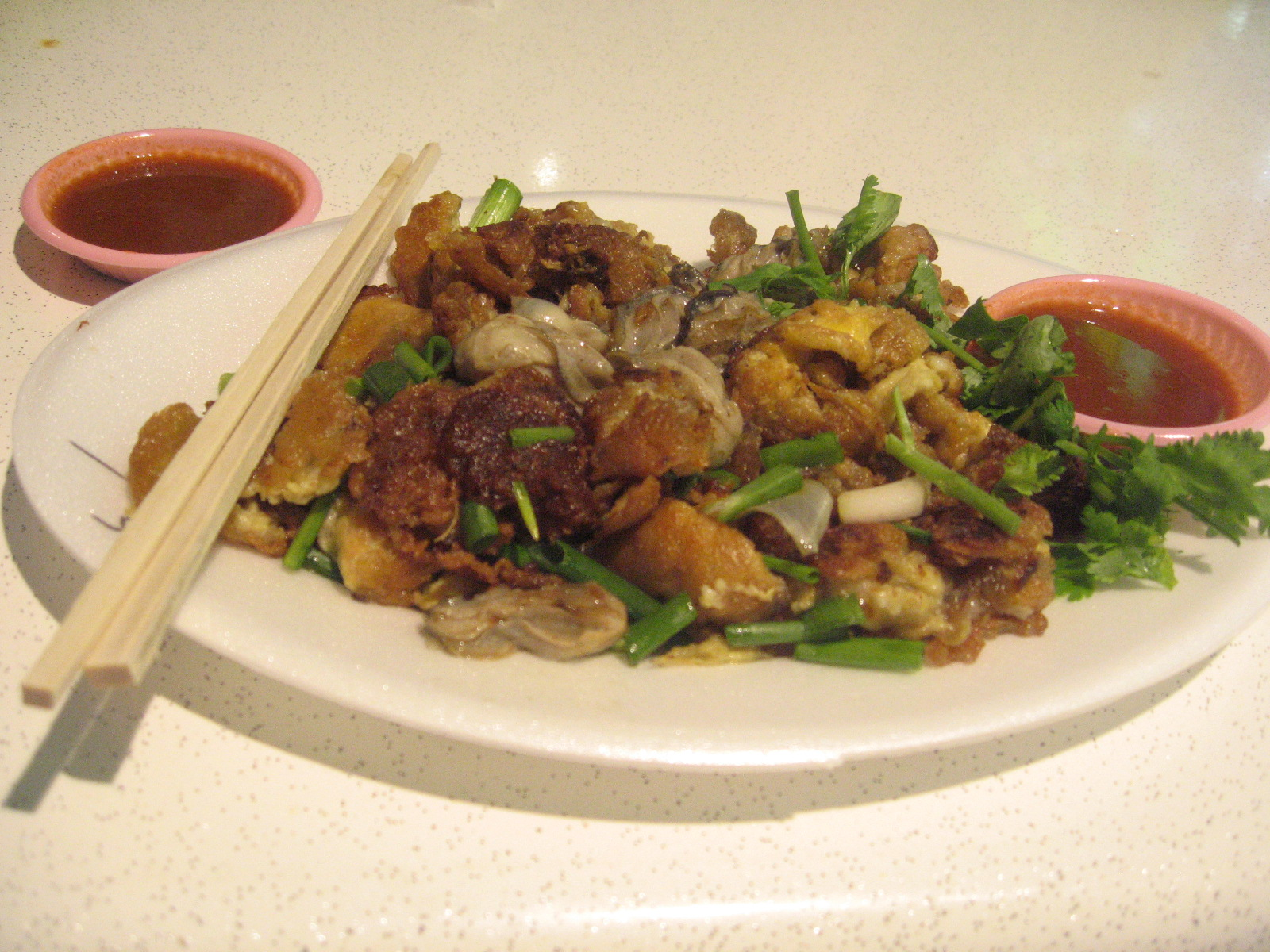
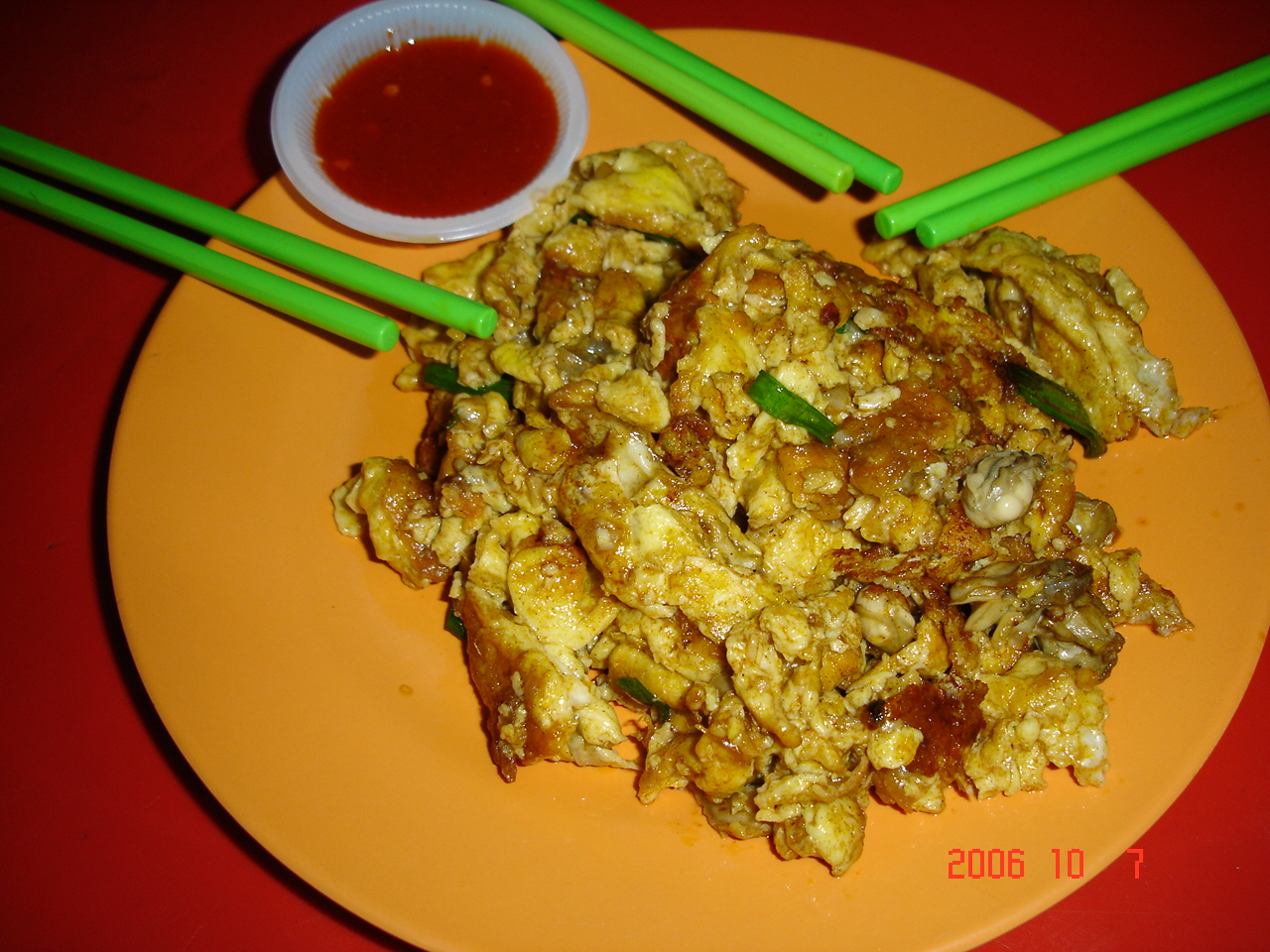
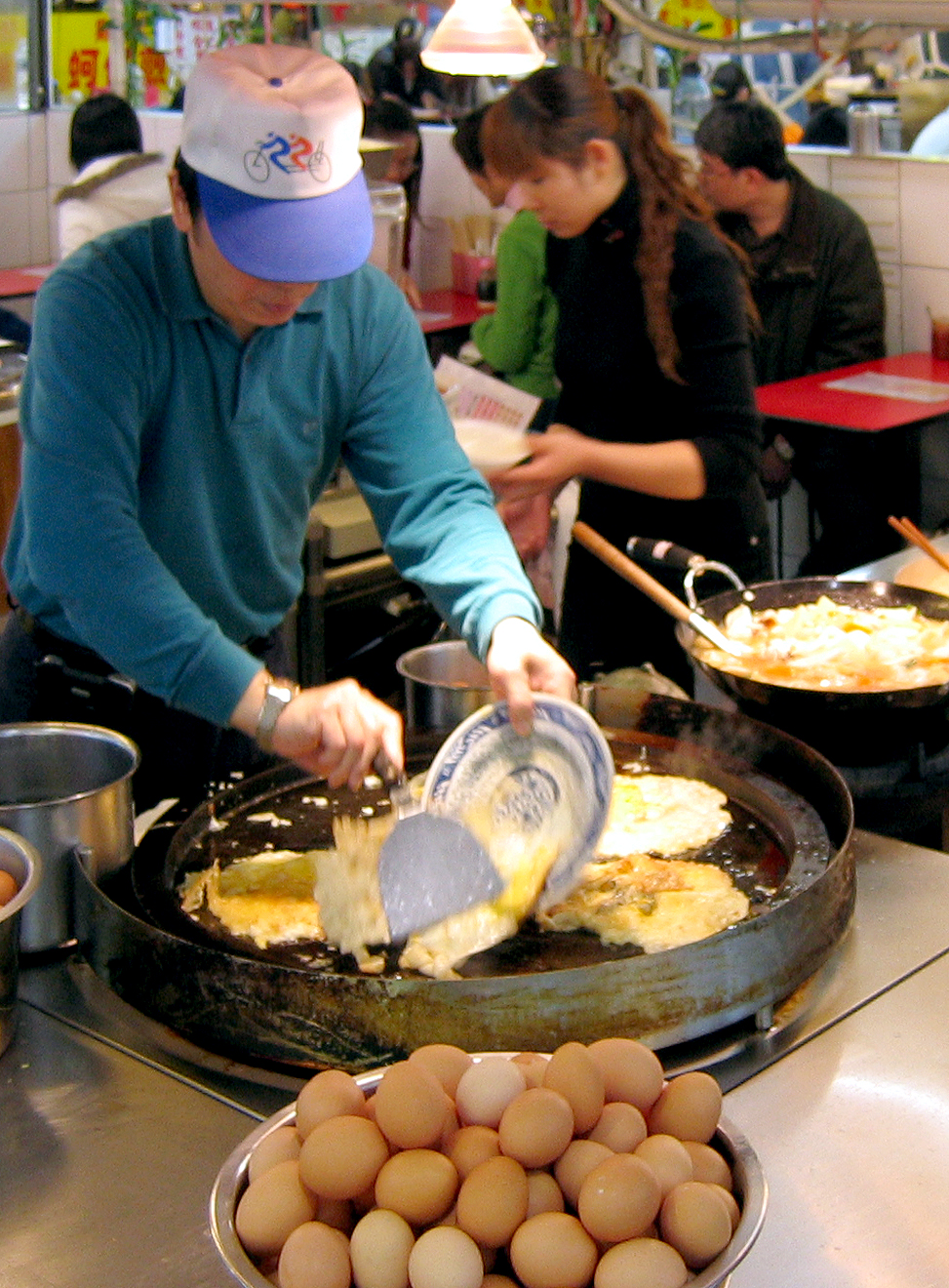